# Félix Piñero
Félix Clemente Piñero Borges (Caracas, 23 dicembre 1945) è un ex schermidore venezuelano.

## Biografia
Ha partecipato ai Giochi della XIX Olimpiade di Città del Messico nel 1968.

## Palmarès
In carriera ha conseguito i seguenti risultati:
- Giochi Panamericani:

Winnipeg 1967: bronzo nella spada a squadre.